# Mount Merrick
Mount Merrick ist ein 1120 m hoher Berg im ostantarktischen Enderbyland. Er ragt 5 km westlich des Mount Humble in den Raggatt Mountains auf.
Kartiert wurde er anhand von Luftaufnahmen, die 1956 im Rahmen der Australian National Antarctic Research Expeditions entstanden. Das Antarctic Names Committee of Australia (ANCA) benannte ihn nach W. Robert Merrick, Geophysiker auf der Mawson-Station im Jahr 1960.